# Pedro Bazán
Pedro Bazán Romero (La Algaba, provincia de Sevilla, 26 de marzo de 1922-Málaga, 28 de mayo de 1992) fue un futbolista español. Jugó de delantero y debutó en Primera División con el CD Málaga.

## Trayectoria
Pedro Bazán ,  empezó su vida deportiva jugando en el Colegio Salesianos, de allí fue al amateur del Sevilla, luego al Sparta de Sevilla, el C.D Algabeño, el Hércules de Cádiz, después actuó en el Real Jaén bajo el nombre de Olímpica Jiennense, y más tarde fichó por el CD Málaga, y después en el FC Barcelona, finalizando su carrera deportiva en el R.C Deportivo de la Coruña.
Fue máximo goleador de la Segunda división española en tres temporadas (todas con el Málaga):
- 1947-48 con 29 goles
- 1948-49 con 26 goles
- 1951-52 con 25 goles

De la mano del Málaga consiguió tres ascensos a la Primera división española en las temporadas 1948-49, 1951-52 y 1953-54. Debutó en Primera el 4 de septiembre de 1949 en el estadio La Rosaleda en un partido contra el Valencia C. F. que perdió el Málaga por 1-2. Actualmente este jugador es el máximo goleador en la historia del equipo malaguista (en todas sus denominaciones) con 194 goles, de los cuales 31 fueron en Primera División.
Pedro Bazán ostenta el récord de mayor número de goles en un partido de la Segunda División española, con los 9 goles que marcó en el partido CD Málaga - Hércules C.F. en la temporada 1947-48. Se los endosó todos ellos al guardameta herculano Cosme.
Dos temporadas después, en la 1954-55, fichó por el Deportivo de la Coruña, donde tras tres temporadas jugando en la máxima categoría llevó a cabo su retirada de la práctica profesional del fútbol.

## Selección nacional
El 20 de marzo de 1949 pese a jugar en Segunda división debutó con la Selección española de fútbol en La Coruña en donde anotó un gol a pase de Basora contra Portugal que acabó con 4-2 a favor de España. Junto con Sebastián Ontoria y Thomas Christiansen (FC Barcelona B) fueron los únicos jugadores de Segunda División en debutar con la selección española.